# توزیع‌کننده فیلم

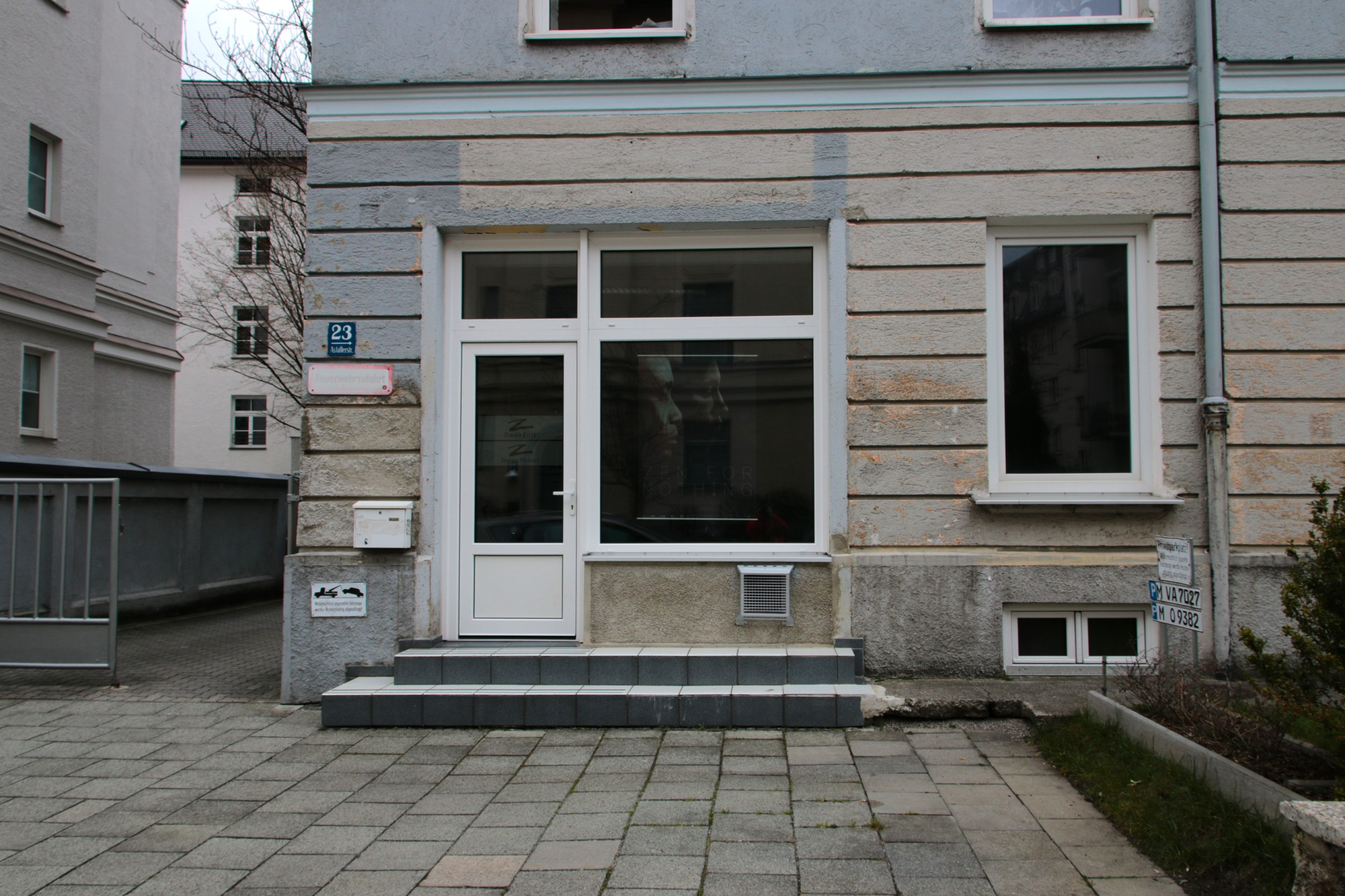
یک شرکت توزیع کننده فیلم کوچک

توزیع‌کنندۀ فیلم (انگلیسی: Film distributor) یک شرکت است که وظیفۀ توزیع فیلم و بازاریابی آن را برعهده دارد. شرکت توزیع‌کننده معمولاً با شرکت تهیه‌کننده (تیم تهیه‌کننده) متفاوت و جدا از هم هستند.